# 九月湾
九月湾（俄语：Бухта Сентябрьская）是太平洋的海湾，位于择捉岛东岸，属北海道根室振兴局或萨哈林州库里尔斯克区，均深4米到7米，深达13米。它以纪念1945年9月2日日本投降命名。